# Gilera Nordwest/Nordcape
Die Gilera Nordwest/Nordcape ist ein Supermoto der Firma Gilera und stammt aus Italien. Als erste Supermoto kam sie im Jahr 1991 auf den Markt und wurde bis 1993 gebaut.

## Geschichte
Die Gilera Nordwest/Nordcape wurde gebaut, nachdem in den 1980er Jahren in Frankreich der Trend aufkam, Enduromaschinen mit Straßenfelgen, -fahrwerken und -reifen auszurüsten. Anfangs wurde der Motorradtyp noch als Funbike bezeichnet. Gilera baute damit eine Weiterentwicklung einer Enduro. Dafür werden meist nur der Motor und der Rahmen übernommen. Fahrwerk, Räder, Verschalung, Fahrwerksgeometrie und Sitzposition werden bei Supermotos geändert und weiterentwickelt.

## Motor
Technisch basiert die Nordwest motorenseitig auf der RC600/C, die Gilera als Enduro auflegte. Der Motor ist ein Einzylinder mit 4 Ventilen, 558 cm³ und 35 kW. Der Motor verfügt des Weiteren über eine Ausgleichswelle.

## Technische Daten
Durch das Gewicht von 173 kg, vollgetankt, schafft es die Nordwest von 0 auf 100 km/h in 5,6 Sekunden. Die Höchstgeschwindigkeit liegt bei 168 km/h. Das Motorrad verbraucht durchschnittlich 6,5 bis 7 Liter Benzin und das Tankvolumen beträgt 12 Liter.
Die Nordcape ist mit einer Halbverkleidung ausgestattet. Des Weiteren besitzt das Motorrad 17"-Felgen mit 120/17/70 vorne und 160/17/70 hinten und Doppelscheibenbremse vorne mit je einem 4-Kolben Festsattel mit 25 und 28 mm Durchmesser. Hinten ein Scheibe mit 2-Kolben Festsattel mit 32 mm. Die Bremsleitungen sind serienmäßig mit Stahlflex-Ummantelung versehen.